# 14 клинков
«14 клинков» (англ. 14 Blades, кит. трад. 錦衣衛, упр. 锦衣卫, пиньинь Jǐn yī wèi, палл. Цзинь и вэй) — китайский кинофильм 2010 года, снятый Дэниелом Ли. Главные роли исполнили Донни Йен и Чжао Вэй.

## Сюжет
Во времена правления династии Мин императорский двор страдает от коррупции, а правящий император не способен этому противостоять. Стража в парчовых одеждах (или Цзиньи-вэй) состоит из сирот, хорошо обученных жестоким боям с детства, и они являются тайной службой правителя Мин. У Цинлуна, начальника Цзиньи-вэй, с собой механический ящик с четырнадцатью лезвиями в качестве помощи при выполнении миссий. Цзя Цзинчжун, евнух, близкий к императору, тайно замышляет восстание совместно с дядей императора, великим князем Цин, который был изгнан после провала бунта.
Цзя Цзинчжун отдаёт приказ Цинлуну вернуть сейф, принадлежащий императорскому советнику Чжао Шэньяню, которого евнух обвиняет в подготовке восстания; начальнику тайной службы сказали, что в сейфе есть доказательства измены советника. Тем не менее Цинлун, выполняя приказ, обнаруживает, что в сейфе лежит императорская печать, символ власти императора, которая нужна Цзинчжуну для узаконивания власти великого князя Цин. Цинлуна предаёт его товарищ и брат по оружию Сюань У, который ранее тайно присягнул на верность Цзинчжуну. Приёмная дочь великого князя Цин, Тото, беспощадная воительница, прибывает на помощь, узнав о побеге Цинлуна. Беглый и раненный начальник Цзиньи-вэй, неспособный самостоятельно покинуть город, приходит в частную компанию, занимающуюся охраной и перевозкой, чьё нынешнее состояние близко к банкротству. Владелец компании, Цяо Юн, в надежде поправить свои дела с радостью принимает предложение Цинлуна по его безопасному вывозу за большие деньги. По стечению обстоятельств Цяо Хуа, дочь владельца компании, обручена, и служба безопасности прячет щедрого клиента в свадебной карете, чтобы проехать через контрольно-пропускные пункты и покинуть город.
Когда другая группа, Цзиньи-вэй, прибывает с целью ареста беглого начальника, тот сражается и убивает их, но невольно раскрывает себя как состоящего в тайной службе. Опасаясь ещё бо́льших неприятностей, чем он предполагал, Цяо Юн предлагает вернуть деньги клиенту и прекратить выполнение сделки. Однако Цинлун полон решимости выполнить долг перед императором, поэтому он берёт Цяо Хуа в заложники. Двое прибывают на перевал Яньмэнь, где Цинлун надеется раздобыть информацию. Беглец узнаёт, что противники намерены продать три провинции, чтобы на вырученные деньги финансировать своё дело. Когда Цинлун планирует свои следующие действия, то натыкается на банду небесных орлов, возглавляемую Паньгуанем. Двое бойцов сражаются, что в итоге доказывает, что они равные соперники. Цинлун предлагает Паньгуаню союз с целью совершить набег на заставу Яньмэня — «небесные орлы» получат всё награбленное, а Цинлун сможет выполнить свои личные задачи. На пути беглого главы тайной службы стоят приспешники Цзинчжуна и его бывший товарищ, пришедший заключить сделку с бандой. Перед тем, как совершить набег, Цзинчжуна предаёт и убивает Сюань У, который намерен служить непосредственно великому князю Цин.
Цинлун и банда небесных орлов успешно совершают набег на заставу и убивают большинство солдат. Цинлун побеждает Сюань У в схватке, но последний убегает, отдавая императорскую печать. Тото похищает Цяо Хуа и требует печать в обмен на её освобождение. Цяо Хуа сомневается, что Цинлун заключит сделку, но Цинлун в итоге уступает печать. При этом Цинлун даёт понять Цяо Хуа, что намерен доставить её жениху. Обязанный вернуть печать, бывший начальник Цзиньи-вэй оставляет Цяо Хуа. Он сражается с Тото в таверне, где становится свидетелем её мастерства. Цинлун воссоединяется с людьми из компании Цяо Юна, которые предлагают ему помощь своим хорошим знанием путей. Между тем Паньгуань осознаёт важность печати, поэтому оставляет свою банду, чтобы самостоятельно заполучить печать.
Тото, Сюань У и люди великого князя Цин достигают руин древнего города Небесных волков. Цинлун вынуждает Тото гнаться за Цяо Хуа. Соратники Тото разделяются и попадают в засаду, устроенную Цяо Юном и людьми из его компании, и терпят поражение. Сюань У играет на вине и милосердии Цинлуна, чтобы избежать смерти, но затем пытается убить соперника, когда тот отворачивается, и погибает от его руки. Тото в конце концов догоняет Цяо Хуа, но вскоре появляется Паньгуань. Понимая, что не может справиться с соперницей, Паньгуань жертвует собой в бою, чтобы Цяо Хуа могла сбежать. Цинлун даёт Цяо Хуа печать и просит передать её властям, чтобы предупредить их о заговоре князя Цин. Девушка сообщает Цинлуну, что отклонила предложение о свадьбе из-за него, но тот считает, что, скорее всего, умрёт; он говорит ей, что они встретятся снова, если та позвонит в браслет с колокольчиками, ранее подаренный им. Цинлун и Тото устраивают поединок в заброшенном храме. После того, как соперница наносит тяжёлое ранение Цинлуну, он хватает её и использует короб с четырнадцатью лезвиями, чтобы убить её и себя.
Впоследствии бунт князя Цин оканчивается неудачей. Он оплакивает свою приёмную дочь, а после кончает жизнь самоубийством, не дождавшись суда. Уходит из жизни Цяо Юн, а его дочь получает в наследство его компанию. Во время своих путешествий Цяо Хуа часто объезжает пустынные дороги, чтобы вспомнить свои приключения с Цинлуном.

## В ролях
| Актёр         | Роль                   |
| ------------- | ---------------------- |
| Донни Йен     | Цинлун                 |
| Чжао Вэй      | Цяо Хуа                |
| Саммо Хун     | великий князь Цин      |
| У Цзунь       | Паньгуань              |
| Кейт Чхёй     | Тото                   |
| Ци Юй-у       | Сюань У                |
| Дамиан Лау    | Чжао Шэньянь           |
| У Ма          | Цяо Юн                 |
| Ло Каин       | Цзя Цзинчжун           |
| Чэнь Гуаньтай | Фаван                  |
| Цзинь Лайцюнь | Чжу Цюэ                |
| Фун Хакъон    | советник главы эскорта |
| Сюй Сяндун    | дувэй Сяхоу            |
| Чэнь Чжихуэй  | Бай Ху                 |
| Лю Чжолин     | девушка-прислуга       |
| Чжан Юйцзяо   | Чжао Шоучжэн           |
| Дин Вэньбинь  | Цзи Фэн                |

## Восприятие
На сайте-агрегаторе рецензий Rotten Tomatoes фильм имеет 69 % положительных рецензий кинокритиков на основе 13 отзывов со средней оценкой 4,10 из 10, в то время как общий зрительский рейтинг составляет 52 % и оценку 3,3 из 5.

## Номинации и награды
| Кинопремия                                        | Категория           | Лауреат / претендент | Результат |
| ------------------------------------------------- | ------------------- | -------------------- | --------- |
| 29-я церемония награждения Гонконгской кинопремии | Лучшая хореография  | Кук Хиньчиу          | Номинация |
| 29-я церемония награждения Гонконгской кинопремии | Лучший дизайн звука | Кен Вон, Филлис Чен  | Номинация |